# 王果 (宋朝)
王果（?—?），字仲武，北宋深州饶阳县人。
王果中明法科及第，历任大理寺详断官、光禄寺丞、殿中丞。他向宋仁宗进献治边策，以尚食使、知保州。当时契丹国计划夺取关南地，王果通过间谍得其到了计划稿，奏报朝廷。擢升他为领贺州刺史兼高阳关路兵马钤辖。宦官杨怀敏领沿边屯田事，大开塘水，边臣不敢直言。只有王果抗辩，水侵民田，对边防无益。杨怀敏大怒，于是起诉王果违法，王果降授青州兵马都监。后来他官至知沧州，在任上去世。